# خاجان سینگ
خاجان سینگ (به انگلیسی: Khajan Singh) (زادهٔ ۶ مهٔ ۱۹۶۴) شناگر اهل هند است.